# اونر ارکان
اونر ارکان (ترکی استانبولی: Öner Erkan) (زاده ۴ ژانویه ۱۹۸۰ در ازمیر) بازیگر سینما، تلویزیون، تئاتر اهل ترکیه است. وی از سال ۱۹۹۵ میلادی تا به کنون مشغول به فعالیت بوده است.

## زندگی شخصی
اونر قبل از رشته بازیگری مجری برنامه های کودکانه در تلویزیون بود اما بعد ها به بازیگری روی آورد. از فیلم‌ها یا برنامه‌های تلویزیونی که وی در آن‌ نقش داشته ‌است می‌توان به کاغذ، درخت گلابی وحشی و سریال گودال در نقش سلیم كوچوالی اشاره کرد. مدتی شایعه بر این شده بود که او با بازیگر نقش دختر خود در سریال گودال یعنی اجه یاشار رابطه دارد اما این خبر بعد ها این خبر از طرف هر دوی آنها تکذیب شد.

## فیلم شناسی
| سال       | عنوان           | نقش          |
| --------- | --------------- | ------------ |
| 2021      | گودال           | سليم كوچوالي |
| 2021      | گیر افتاده      | الپ          |
| 2020      | اتوس            | ریزان        |
| 2017-2020 | گودال           | سلیم کوچوالی |
| 2015      | موتلو اول یتر   | گونش         |
| 2014      | itirazim var    | گوکان        |
| 2013      | موتلو ایل دفتری | ئmesmet      |
| 2012-2014 | یالان دنیا      | بورا         |